# Mesoplodon mirus
El zifio de True (Mesoplodon mirus) es una especie de cetáceo odontoceto de la familia Ziphidae. Recibe su nombre en honor a Frederick W. True, conservador del Instituto Smithsoniano.

## Descripción
Esta especie llega a medir alrededor de 5,3 m, con un peso en las hembras de 1.400 kilogramos y en los machos de 1.020 kilogramos. El melón es más bien redondeado y prominente y el pico moderadamente corto pero diferenciado.El patrón de coloración es grisáceo en la parte dorsal del cuerpo y gris claro en la parte ventral, con un área un poco más oscura alrededor del ojo.En esta especie, los dientes erupcionan solamente en machos adultos y se encuentran en la punta de la mandíbula, lo que es utilizado como característica diagnostica de la especie.

## Población y distribución
Originalmente se consideraba una especie con poblaciones aisladas en ambos hemisferios y sin registros en latitudes inferiores a 30°.Un análisis genético y morfológico reciente reveló que Mesoplodon mirus del hemisferio norte y el hemisferio sur forman parte de dos linajes evolutivos distintos que llevaron a la descripción de Mesoplodon eueu para el hemisferio sur.Actualmente la distribución de Mesoplodon mirus se encuentra limitada al hemisferio norte, con registros de varamientos en Escocia, Irlanda, Florida, Bahamas, y las Islas Canarias. No existen estimaciones sobre su población.